# South Hill (Washington)
Pour les articles homonymes, voir South Hill.
South Hill est un census-designated place dans le comté de Pierce (État de Washington).
Sa population était de 52 431 habitants en 2010.